# 만천초등학교 명성분교
만천초등학교 명성분교는 대한민국 강원특별자치도 춘천시 동면 가락재로 1325 (상걸리)에 있었던 공립 초등학교이다.

## 연혁
- 1947년 4월 1일 품안국민학교 상걸분교장 설립
- 1953년 4월 27일 명성국민학교로 승격
- 1993년 3월 1일 만천국민학교 명성분교장으로 격하
- 1996년 3월 1일 만천초등학교 명성분교로 개칭
- 2000년 9월 1일 폐교 (만천초등학교로 통합)